# 三日月宗近
三日月宗近（みかづきむねちか）為平安時代刀匠・三條宗近製作的日本刀（太刀）。被指定为日本国宝的日本刀。是所谓的天下五剑之一。
国宝指定名稱為「太刀 銘三条（名物三日月宗近）　附　糸巻太刀拵鞘（たち めい さんじょう めいぶつみかづきむねちか　つけたり　いとまきたちこしらえさや）」。

## 概要
為平安時代刀匠・三条宗近製作，此刀为太刀，刃长80cm，弯曲度2.7cm，刀铭为“三条”，據說是最早呈現出日本刀獨特彎曲造型的劍，「三日月」的名稱由來則是因為刀紋呈現許多三日月紋路而得名。
一般被認為是「天下五劍」中最美的名刀，也被人習慣稱說是「名物中的名物」。

製作年代有許多說法，依據古伝書記載可追溯到一條天皇之時（10世紀末到11世紀初），但一般認為是11世紀末到12世紀時製作。宗近的作品會將刀銘打上「宗近」或「三条」，前者是獻給神的神刀，後者著名的有三日月宗近，以及岐阜縣・南宮大社收藏的刀。室町時代編纂的记述刀剑的书籍《長享銘盡》中对其有以下记载：
“三条小鍛治、寛和元＜乙酉＞御即位御門ヲ一条ノ院ト申、神武ヨリ六十六代也。……後鳥羽院御釼鵜丸造之。少納言入道信西所持ノ釼同。釼名ノ打ヤウ三条宗近トモ打。只三条トモ打。三日月ト云太刀造之。寺丸ト云釼也。又畠山庄次郎重忠太刀三尺一寸造之。又弁慶長刀岩融三尺五寸造之。”

## 傳承
傳承下來的經過有多種說法，首先是由豐臣秀吉正室北政所（高台院・寧子）持有，最後在寛永元年（1624年）作為遺物送給 德川秀忠，往後成為德川將軍家的收藏品。
2次大戰後，德川家交給個人收藏家，並且於1992年（平成4年）由收藏家本人寄贈給東京国立博物館收藏 。
此外也作為足利家曾代代傳承下來的秘藏名刀，但在1565年（永祿8年），松永久秀與三好三人眾襲擊二條御所要殺害足利義輝時（永祿之變)，義輝持三日月宗近奮戰而戰死，並且成為三好政康的戰利品，之後再由政康獻給豐臣秀吉，但此部分並沒有史料可以證明。
另外還有以忠義出名的尼子氏家臣山中鹿之介（山中幸盛）一時佩帶此刀的說法，以及由高台院近侍而與鹿之介名字相近的「山中鹿之助」佩帶的說法無論是那一種說法，都無法交待它傳承下來的輪廓。

## 備註
1. ↑  . dl.ndl.go.jp.   [2024-09-11]. （原始内容存档于2024-09-11）.
2. ↑  捐贈年是來自特別展図録『創立120年記念 日本と東洋の美』（東京国立博物館，1992）。
3. ↑  「享保名物帳」

## 關連項目
- 日本刀一覽
- 天下五劍

## 外部連結
- e國寶　太刀 銘三条（名物 三日月宗近）（页面存档备份，存于）
- 東京国立博物館 画像檢索 太刀＿銘三条
- 東京国立博物館 画像檢索 糸巻太刀鞘＊国宝太刀（銘三条＜名物三日月宗近＞の附）